# Джака, Анель
Анель Джака (нем. Anel Džaka; 19 сентября 1980, Сараево, СФРЮ) — немецкий футболист и футбольный тренер. Главный тренер клуба «Кобленц» с 2018 года.

## Биография

### Игровая карьера
Родился в 1980 году в Сараево, однако является воспитанником немецкого футбола. С 1995 года находился в системе клуба «Байер 04». Профессиональную карьеру начал в 1999 году, выступая за фарм-клуб в Регионаллиге, а в 2001 году выиграл с этой командой Оберлигу Нордрейн. Привлекался и в состав молодёжной сборной Германии (до 21 года). Дебютировал в Бундеслиге в составе основной команды 9 марта 2001 года в матче против «Вердера» (3:0), в котором вышел на замену на 86-й минуте вместо Бернда Шнайдера. В сезоне 2001/02 вместе с командой стал финалистом Лиги чемпионов УЕФА. В самом турнире он ни разу не появлялся на поле, но попал в заявку на финальный матч с мадридским «Реалом», в котором «Байер» уступил со счётом 1:2. Всего в высшем дивизионе Германии Джака провёл 3 матча и после ухода из «Байера» в Бундеслиге больше не играл. В сезоне 2003/04 выступал на правах аренды за клуб второй Бундеслиги «Оснабрюк», где провёл 27 матчей и забил 4 гола. После окончания аренды, подписал контракт с клубом клубом «Кобленц». В его составе отыграл два сезона в Регионаллиге, а затем ещё два сезона во второй Бундеслиге. В 2008 году Джака стал игроком клуба «Кайзерслаутерн». В дебютном сезоне провёл за новый клуб 28 матчей и забил 3 гола во второй Бундеслиге, однако затем перестал попадать в состав команды. Вторую часть следующего сезона игрок провёл в аренде в «Кобленце», а после возвращения в «Кайзерслаутерн» провёл в клубе ещё около года, но за команду больше не выступал. По ходу сезона 2011/12 Джака присоединился к клубу третьей Бундеслиги «Рот-Вайсс» (Оберхаузен), где отыграл полгода. Летом 2012 года вернулся в «Кобленц» с которым провёл три сезона в Регионаллиге и завершил игровую карьеру после окончания сезона 2014/15.

### Тренерская карьера
После завершения игровой карьеры Джака стал работать тренером в юношеских командах клуба «Кобленц». Зимой 2018 года он возглавил основную команду клуба, но не смог спасти «Кобленц» от выбывания. После окончания сезона 2017/18 он сохранил место главного тренера и продолжает работать с командой в Оберлиге (D5).